# LendingTree Bowl 2020 (décembre)
Match précédent Match suivant
Le LendingTree Bowl de décembre 2020 est un match de football américain de niveau universitaire joué après la saison régulière de 2020, le 26 décembre 2020 au Ladd–Peebles Stadium de Mobile dans l'État de l'Alabama aux États-Unis. 
Il s'agit de la 22e édition du LendingTree Bowl.
Le match met en présence l'équipe des Hilltoppers de Western Kentucky issue de la Conference USA et l'équipe des Panthers de Georgia State issue de la Sun Belt Conference.
Il débute à 14 h 30 locales (21 h 30 en France) et est  retransmis à la télévision par ESPN.
Sponsorisé par la société LendingTree (en), le match est officiellement dénommé le 2020 LendingTree Bowl.
Georgia State gagne le match sur le score de 39 à 21.

## Présentation du match
| Équipes                                                                  | Conférences | Entraîneurs        | Stats. saison rég. | Classements avant le bowl | Classements avant le bowl | Classements avant le bowl |
| ------------------------------------------------------------------------ | ----------- | ------------------ | ------------------ | ------------------------- | ------------------------- | ------------------------- |
| Équipes                                                                  | Conférences | Entraîneurs        | Stats. saison rég. | CFP                       | AP                        | Coaches                   |
| Hilltoppers de Western Kentucky                                          | C-USA       | Tyson Helton (en)  | 5 - 6              | NC                        | NC                        | NC                        |
| Panthers de Georgia State                                                | Sun Belt    | Shawn Elliott (en) | 5 - 4              | NC                        | NC                        | NC                        |
| - Équipe donnée favorite par les bookmakers : Georgia State par 5 points |             |                    |                    |                           |                           |                           |

Il s'agit de la 3e rencontre entre ces deux équipes :
| Saison | Date             | Vainqueur        | Score   | Perdant          | Compétition          |
| ------ | ---------------- | ---------------- | ------- | ---------------- | -------------------- |
| 2017   | 16 décembre 2017 | Georgia State    | 27 - 17 | Western Kentucky | AutoNation Cure Bowl |
| 2013   | 2 novembre 2013  | Western Kentucky | 44 - 28 | Georgia State    | Saison régulière     |

### Hilltoppers de Western Kentucky
Il s'agit de leur première apparition au LendingTree Bowl.
Malgré un bilan global négatif en saison régulière avec 5 victoires et 6 défaites (4-3 en matchs de conférence), Western Kentucky accepte l'invitation pour participer au LendingTree Bowl de 2020.
Ils terminent 3e de la East Division de la Conference USA derrière Marshall et Florida Atlantic.
À l'issue de la saison 2020, ils n'apparaissent pas dans les classements CFP, AP et Coaches.
C'est leur première apparition au LendingTree Bowl.
| Postes      | Joueurs         | Statistiques                                                                                            |
| ----------- | --------------- | --- |
| Quarterback | Tyrrell Pigrome | 154/264 passes réussies pour 1 423 yards, 9 TDs, 0 interception, 17 sacks subis, évaluation QB de 114,9 |
| Coureur     | Gaej Walker     | 135 courses pour 614 yards nets gagnés et 2 TDs                                                         |
| Receveur    | Xavier Lane     | 34 réceptions pour 376 yards et 1 TD                                                                    |

### Panthers de Georgia State
Il s'agit de leur première apparition au LendingTree Bowl.
Avec un bilan global en saison régulière de 5 victoires et 4 défaites (4-4 en matchs de conférence), Georgia State est éligible et accepte l'invitation pour participer au LendingTree Bowl de 2020.
Ils terminent 4e de la East Division de la Sun Belt Conference derrière no 12 Coastal Carolina, Appalachian State et Georgia Southern.
À l'issue de la saison 2020, ils n'apparaissent pas dans les classements CFP, AP et Coaches.
| Postes      | Joueurs             | Statistiques                                                                                              |
| ----------- | ------------------- | --- |
| Quarterback | Cornelious Brown IV | 162/274 passes réussies pour 2 046 yards, 14 TDs, 9 interceptions, 11 sacks subis, évaluation QB de 132,1 |
| Coureur     | Destin Coates       | 143 courses pour 652 yards nets gagnés et 6 TDs                                                           |
| Receveur    | Sam Pinckney        | 44 réceptions pour 753 yards et 6 TDs                                                                     |